# 幸久村
幸久村（さきくむら）は茨城県久慈郡にかつて存在した村である。

## 地理
- 現在の常陸太田市、旧常陸太田市の南部に位置する。
- 村は久慈川の北岸に位置する。

## 歴史

### 村域の変遷
- 1889年（明治22年）4月1日 - 町村制施行により、上河合村・下河合村・藤田村・粟原村・島村が合併し久慈郡幸久村が発足。
- 1954年（昭和29年）7月15日 - 幸久村は佐都村・誉田村・西小沢村・佐竹村・機初村ととも太田町に編入され、消滅。
  - 同日太田町は市制施行・改称し常陸太田市になる。

変遷表
| 1868年 以前 | 1868年 以前 | 明治22年 4月1日 | 昭和29年 7月15日 | 現在       |
| ----------- | ----------- | --------------- | ---------------- | ---------- |
|             | 上河合村    | 幸久村          | 太田町 に編入    | 常陸太田市 |
|             | 下河合村    | 幸久村          | 太田町 に編入    | 常陸太田市 |
|             | 藤田村      | 幸久村          | 太田町 に編入    | 常陸太田市 |
|             | 粟原村      | 幸久村          | 太田町 に編入    | 常陸太田市 |
|             | 島村        | 幸久村          | 太田町 に編入    | 常陸太田市 |

## 人口・世帯

### 人口
総数 [単位： 人]
| 1891年（明治24年） | 2,640 |
| 1920年（大正 9年） | 2,840 |
| 1935年（昭和10年） | 2,988 |
| 1950年（昭和25年） | 3,602 |

### 世帯
総数 [単位： 世帯]
| 1920年（大正 9年） | 587 |
| 1935年（昭和10年） | 540 |
| 1950年（昭和25年） | 608 |

## 交通

### 鉄道
- 日本国有鉄道（ → 東日本旅客鉄道）
  - ■水郡線（常陸太田支線）
    - 河合駅